# Copa Libertadores 2011
De Copa Libertadores de América 2011 ("Beker van de Bevrijders van Amerika") was de 52e editie van dit jaarlijkse Zuid-Amerikaanse voetbalbekertoernooi voor clubs uit landen die zijn aangesloten bij de CONMEBOL en het CONCACAF-lid Mexico. Sinds 2008 is Copa Santander Libertadores de officiële naam van het toernooi.
De Braziliaanse club SC Internacional was de titelverdediger. De finale was een reprise van de finale van 1962 toen Peñarol uit Uruguay en Santos FC uit Brazilië ook tegen elkaar uitkwamen. Voor Peñarol was het de tiende finale, voor Santos de vierde. De finale die over twee wedstrijden werd gespeeld werd gewonnen door Santos die de titel voor de derde keer de veroverde.

## Eerste ronde
In de eerste ronde speelden twaalf teams een thuis- en uitwedstrijd voor zes plaatsen in de tweede fase. De heenwedstrijden werden op 26 januari gespeeld, de terugwedstrijden op 2 en 3 februari.
| Team #1                 | 1e  | 2e  | Team #2             |
| ----------------------- | --- | --- | ------------------- |
| CA Independiente        | 2-0 | 0-1 | Deportivo Quito     |
| Cerro Porteño           | 1-0 | 1-1 | Deportivo Petare    |
| Liverpool FC            | 2-2 | 1-3 | Grêmio              |
| Club Bolívar            | 0-1 | 0-0 | Unión Española      |
| SC Corinthians Paulista | 0-0 | 0-2 | Deportes Tolima     |
| Alianza Lima            | 0-2 | 0-2 | Jaguares de Chiapas |

## Tweede ronde
In de tweede ronde speelden de zes winnaars van de eerste ronde en 26 direct geplaatste clubs in acht groepen van vier clubs een mini-competitie. De groepswinnaars en de nummers twee kwalificeerden zich voor de derde ronde. De wedstrijden werden tussen 9 februari en 20 april gespeeld.

### Groep 1
| # | Club                   | AW | W | G | V | PTN | V-T  |
| - | ---------------------- | -- | - | - | - | --- | ---- |
| 1 | Club Libertad          | 6  | 4 | 2 | 0 | 14  | 13-5 |
| 2 | Once Caldas            | 6  | 1 | 4 | 1 | 7   | 7-8  |
| 3 | Universidad San Martín | 6  | 2 | 0 | 4 | 6   | 7-11 |
| 4 | Club San Luis          | 6  | 1 | 2 | 3 | 5   | 6-9  |

| Club                   | LIB | ONC | UNI | SAN |
| ---------------------- | --- | --- | --- | --- |
| Club Libertad          |     | 2-2 | 5-1 | 2-0 |
| Once Caldas            | 1-1 |     | 0-3 | 1-1 |
| Universidad San Martín | 0-1 | 0-2 |     | 2-0 |
| Club San Luis          | 1-2 | 1-1 | 3-1 |     |

### Groep 2
| # | Club              | AW | W | G | V | PTN | V-T |
| - | ----------------- | -- | - | - | - | --- | --- |
| 1 | Atlético Junior   | 6  | 4 | 1 | 1 | 13  | 9-7 |
| 2 | Grêmio            | 6  | 3 | 1 | 2 | 10  | 9-6 |
| 3 | Oriente Petrolero | 6  | 2 | 0 | 4 | 6   | 7-8 |
| 4 | León de Huánuco   | 6  | 1 | 2 | 3 | 5   | 4-8 |

| Club              | ATL | GRE | ORI | LEO |
| ----------------- | --- | --- | --- | --- |
| Atlético Junior   |     | 2-1 | 3-0 | 2-0 |
| Grêmio            | 2-0 |     | 3-0 | 2-0 |
| Oriente Petrolero | 1-2 | 3-0 |     | 2-0 |
| León de Huánuco   | 1-2 | 1-1 | 1-0 |     |

### Groep 3
| # | Club               | AW | W | G | V | PTN | V-T  |
| - | ------------------ | -- | - | - | - | --- | ---- |
| 1 | Club América       | 6  | 3 | 1 | 0 | 10  | 8-7  |
| 2 | Fluminense FC      | 6  | 2 | 2 | 2 | 8   | 9-9  |
| 3 | Club Nacional      | 6  | 2 | 2 | 2 | 8   | 3-3  |
| 4 | Argentinos Juniors | 6  | 2 | 1 | 3 | 7   | 9-10 |

| Club               | AME | FLU | NAC | ARG |
| ------------------ | --- | --- | --- | --- |
| Club América       |     | 1-0 | 2-0 | 2-1 |
| Fluminense FC      | 3-2 |     | 0-0 | 2-2 |
| Club Nacional      | 0-0 | 2-0 |     | 0-1 |
| Argentinos Juniors | 3-1 | 2-4 | 0-1 |     |

### Groep 4
| # | Club                 | AW | W | G | V | PTN | V-T  |
| - | -------------------- | -- | - | - | - | --- | ---- |
| 1 | Universidad Católica | 6  | 3 | 2 | 1 | 11  | 11-9 |
| 2 | CA Vélez Sársfield   | 6  | 3 | 1 | 2 | 10  | 12-7 |
| 3 | Caracas FC           | 6  | 3 | 0 | 3 | 9   | 7-10 |
| 4 | Unión Española       | 6  | 1 | 1 | 4 | 4   | 7-11 |

| Club                 | CAT | VEL | CAR | ESP |
| -------------------- | --- | --- | --- | --- |
| Universidad Católica |     | 0-0 | 1-3 | 2-1 |
| CA Vélez Sársfield   | 3-4 |     | 3-0 | 2-1 |
| Caracas FC           | 0-2 | 0-3 |     | 2-0 |
| Unión Española       | 2-2 | 2-1 | 1-2 |     |

### Groep 5
| # | Club              | AW | W | G | V | PTN | V-T   |
| - | ----------------- | -- | - | - | - | --- | ----- |
| 1 | Cerro Porteño     | 6  | 3 | 2 | 1 | 11  | 13-8  |
| 2 | Santos FC         | 6  | 3 | 2 | 1 | 11  | 11-8  |
| 3 | Colo-Colo         | 6  | 3 | 0 | 3 | 9   | 15-16 |
| 4 | Deportivo Táchira | 6  | 0 | 2 | 4 | 2   | 5-12  |

| Club              | CER | SAN | COL | TAC |
| ----------------- | --- | --- | --- | --- |
| Cerro Porteño     |     | 1-2 | 5-2 | 1-1 |
| Santos FC         | 1-1 |     | 3-2 | 3-1 |
| Colo-Colo         | 2-3 | 3-2 |     | 2-1 |
| Deportivo Táchira | 0-2 | 0-0 | 2-4 |     |

### Groep 6
| # | Club                   | AW | W | G | V | PTN | V-T  |
| - | ---------------------- | -- | - | - | - | --- | ---- |
| 1 | SC Internacional       | 6  | 4 | 1 | 1 | 13  | 14-3 |
| 2 | Jaguares de Chiapas    | 6  | 3 | 0 | 3 | 9   | 6-8  |
| 3 | Club Sport Emelec      | 6  | 2 | 2 | 2 | 8   | 4-5  |
| 4 | Club Jorge Wilstermann | 6  | 1 | 1 | 4 | 4   | 3-11 |

| Club                   | INT | JAG | EME | JOR |
| ---------------------- | --- | --- | --- | --- |
| SC Internacional       |     | 4-0 | 2-0 | 3-0 |
| Jaguares de Chiapas    | 1-0 |     | 2-1 | 2-0 |
| Club Sport Emelec      | 1-1 | 1-0 |     | 1-0 |
| Club Jorge Wilstermann | 1-4 | 2-1 | 0-0 |     |

### Groep 7
| # | Club            | AW | W | G | V | PTN | V-T  |
| - | --------------- | -- | - | - | - | --- | ---- |
| 1 | Cruzeiro EC     | 6  | 5 | 1 | 0 | 16  | 20-1 |
| 2 | Estudiantes     | 6  | 3 | 1 | 2 | 10  | 9-11 |
| 3 | Deportes Tolima | 6  | 2 | 2 | 2 | 8   | 5-8  |
| 4 | Club Guaraní    | 6  | 0 | 0 | 6 | 0   | 2-16 |

| Club            | CRU | EST | TOL | GUA |
| --------------- | --- | --- | --- | --- |
| Cruzeiro EC     |     | 5-0 | 6-1 | 4-0 |
| Estudiantes     | 0-3 |     | 1-0 | 5-1 |
| Deportes Tolima | 0-0 | 1-1 |     | 1-0 |
| Club Guaraní    | 0-2 | 1-2 | 0-2 |     |

### Groep 8
| # | Club             | AW | W | G | V | PTN | V-T  |
| - | ---------------- | -- | - | - | - | --- | ---- |
| 1 | LDU Quito        | 6  | 3 | 1 | 2 | 10  | 12-4 |
| 2 | Peñarol          | 6  | 3 | 0 | 3 | 9   | 6-11 |
| 3 | CA Independiente | 6  | 2 | 2 | 2 | 8   | 7-8  |
| 4 | Godoy Cruz       | 6  | 2 | 1 | 3 | 7   | 8-10 |

| Club             | LDU | PEN | IND | GOD |
| ---------------- | --- | --- | --- | --- |
| LDU Quito        |     | 5-0 | 3-0 | 2-0 |
| Peñarol          | 1-0 |     | 0-1 | 2-1 |
| CA Independiente | 1-1 | 3-0 |     | 1-3 |
| Godoy Cruz       | 2-1 | 1-3 | 1-1 |     |

## Derde ronde
De heenwedstrijden werden op 26 en 27 april gespeeld, de terugwedstrijden op 4 en 5 mei.
| Team #1             | 1e  | 2e           | Team #2              |
| ------------------- | --- | ------------ | -------------------- |
| CA Vélez Sársfield  | 3-0 | 2-0          | LDU Quito            |
| Santos FC           | 1-0 | 0-0          | Club América         |
| Once Caldas         | 1-2 | 2-0          | Cruzeiro EC          |
| Jaguares de Chiapas | 1-1 | 3-3 u        | Atlético Junior      |
| Peñarol             | 1-1 | 2-1          | SC Internacional     |
| Fluminense FC       | 3-1 | 0-3          | Club Libertad        |
| Estudiantes         | 0-0 | 0-0 ns (3-5) | Cerro Porteño        |
| Grêmio              | 1-2 | 0-1          | Universidad Católica |

## Kwartfinale
De heenwedstrijden werden op 11 en 12 mei gespeeld, de terugwedstrijden op 18 en 19 mei.
| Team #1             | 1e  | 2e  | Team #2              |
| ------------------- | --- | --- | -------------------- |
| CA Vélez Sársfield  | 3-0 | 4-2 | Club Libertad        |
| Peñarol             | 2-0 | 1-2 | Universidad Católica |
| Once Caldas         | 0-1 | 1-1 | Santos FC            |
| Jaguares de Chiapas | 1-1 | 0-1 | Cerro Porteño        |

## Halve finale
De heenwedstrijden werden op 26 en 27 mei gespeeld, de terugwedstrijden op 2 en 3 juni.
| Team #1   | 1e  | 2e  | Team #2            |
| --------- | --- | --- | ------------------ |
| Santos FC | 1-0 | 3-3 | Cerro Porteño      |
| Peñarol   | 1-0 | 1-2 | CA Vélez Sársfield |

## Finale
De heenwedstrijd werd op 15 juni gespeeld, de terugwedstrijd op 22 juni.
| Team #1 | 1e  | 2e  | Team #2   |
| ------- | --- | --- | --------- |
| Peñarol | 0-0 | 1-2 | Santos FC |

## Statistieken

### Scheidsrechters
| Naam              | Geboren    | Land   | Duels | Kreeg geel | Kreeg voor de tweede keer geel en dus rood | Weggestuurd |
| ----------------- | ---------- | ------ | ----- | ---------- | ------------------------------------------ | ----------- |
| Enrique Osses     | 26.05.1974 | CHI    | 9     | 42         | 1                                          | 3           |
| Carlos Amarilla   | 26.10.1970 | PAR    | 8     | 46         | 2                                          | 1           |
| Sergio Pezzotta   | 28.11.1967 | ARG    | 8     | 43         | 0                                          | 1           |
| Jorge Larrionda   | 09.03.1968 | URU    | 6     | 27         | 2                                          | 0           |
| Heber Lopes       | 13.07.1972 | BRA    | 6     | 29         | 0                                          | 3           |
| Wilmar Roldán     | 24.01.1980 | COL    | 6     | 22         | 2                                          | 1           |
| Roberto Silvera   | 30.01.1971 | URU    | 6     | 33         | 1                                          | 7           |
| Carlos Vera       | 25.06.1976 | ECU    | 6     | 25         | 1                                          | 1           |
| Héctor Baldassi   | 05.01.1966 | ARG    | 5     | 32         | 1                                          | 0           |
| Víctor Carrillo   | 30.10.1975 | PER    | 5     | 31         | 0                                          | 0           |
| Sálvio Fagundes   | 14.09.1968 | BRA    | 5     | 21         | 1                                          | 0           |
| Omar Ponce        | 25.01.1977 | ECU    | 5     | 21         | 1                                          | 3           |
| Carlos Torres     | 27.04.1970 | PAR    | 5     | 31         | 1                                          | 0           |
| Antonio Arias     | 07.09.1972 | PAR    | 4     | 18         | 1                                          | 3           |
| Paulo de Oliveira | 16.12.1973 | BRA    | 4     | 25         | 1                                          | 1           |
| Marlon Escalante  | 19.02.1974 | VEN    | 4     | 15         | 0                                          | 1           |
| Néstor Pitana     | 17.06.1975 | ARG    | 4     | 25         | 0                                          | 1           |
| Óscar Ruiz        | 01.11.1969 | COL    | 4     | 20         | 1                                          | 0           |
| Darío Ubriaco     | 08.02.1972 | URU    | 4     | 23         | 1                                          | 1           |
| José Buitrago     | 05.11.1970 | COL    | 3     | 16         | 2                                          | 1           |
| Raúl Orosco       | 25.03.1979 | BOL    | 3     | 15         | 1                                          | 0           |
| Wilson Seneme     | 28.09.1970 | BRA    | 3     | 12         | 0                                          | 0           |
| Juan Soto         | 14.10.1977 | VEN    | 3     | 14         | 2                                          | 0           |
| Martín Vázquez    | 14.01.1969 | URU    | 3     | 16         | 0                                          | 2           |
| Joaquín Antequera | 20.09.1973 | BOL    | 2     | 9          | 0                                          | 0           |
| Jorge Osorio      | 26.06.1977 | CHI    | 2     | 11         | 0                                          | 0           |
| Líber Prudente    | 07.09.1971 | URU    | 2     | 7          | 0                                          | 0           |
| Víctor Rivera     | 11.01.1967 | PER    | 2     | 11         | 1                                          | 0           |
| Diego Abal        | 28.12.1971 | ARG    | 1     | 5          | 0                                          | 1           |
| Enrique Cáceres   | 20.03.1974 | PAR    | 1     | 3          | 0                                          | 0           |
| Paul Delgadillo   | 09.09.1974 | MEX    | 1     | 4          | 0                                          | 1           |
| Gabriel Favale    | 19.07.1967 | ARG    | 1     | 5          | 0                                          | 0           |
| Alfredo Intriago  | 04.12.1970 | ECU    | 1     | 5          | 0                                          | 0           |
| Saul Laverni      | 21.01.1970 | ARG    | 1     | 5          | 0                                          | 0           |
| Patricio Loustau  | 15.04.1975 | ARG    | 1     | 3          | 0                                          | 0           |
| Claudio Puga      | 08.06.1971 | CHI    | 1     | 9          | 0                                          | 0           |
| Julio Quintana    | 00.00.1978 | PAR    | 1     | 7          | 0                                          | 1           |
| Marco Rodríguez   | 10.11.1973 | MEX    | 1     | 5          | 0                                          | 0           |
| Leandro Vuaden    | 29.06.1975 | BRA    | 1     | 5          | 0                                          | 0           |
| Totaal            | Totaal     | Totaal | 138   | 696        | 23                                         | 33          |

1948 · 1960 · 1961 · 1962 · 1963 · 1964 · 1965 · 1966 · 1967 · 1968 · 1969 · 1970 · 1971 · 1972 · 1973 · 1974 · 1975 · 1976 · 1977 · 1978 · 1979 · 1980 · 1981 · 1982 · 1983 · 1984 · 1985 · 1986 · 1987 · 1988 · 1989 · 1990 · 1991 · 1992 · 1993 · 1994 · 1995 · 1996 · 1997 · 1998 · 1999 · 2000 · 2001 · 2002 · 2003 · 2004 · 2005 · 2006 · 2007 · 2008 · 2009 · 2010 · 2011 · 2012 · 2013 · 2014 · 2015 · 2016 · 2017 · 2018 · 2019 · 2020 · 2021 · 2022 · 2023